# Combretum wilksii
Combretum wilksii är en tvåhjärtbladig växtart som beskrevs av Jongkind. Combretum wilksii ingår i släktet Combretum och familjen Combretaceae. Inga underarter finns listade i Catalogue of Life.